# Chalcoscirtus pseudoinfimus
Chalcoscirtus pseudoinfimus is een spinnensoort in de taxonomische indeling van de springspinnen (Salticidae).
Het dier behoort tot het geslacht Chalcoscirtus. De wetenschappelijke naam van de soort werd voor het eerst geldig gepubliceerd in 1978 door Vladimir I. Ovtsharenko.